# 울산매곡동생활유적
울산매곡동생활유적은 울산광역시 북구 매곡동에 있는 유적이다. 2007년 11월 22일 울산광역시의 기념물 제45호로 지정되었다.

## 개요
울산 매곡동 생활유적은 현재 매곡지방산업단지 부지에 위치하는 유적이다.2002년부터 2004년까지 이루어진 발굴조사를 통해 유적이 알려지게 되었으며, 청동기시대 집터, 삼국시대 무덤과 숯가마, 구덩이, 조선시대 무덤, 숯가마 등 여러 시대의 다양한 유구가 확인되었다. 매곡동 생활유적은 청동기시대부터 조선시대에 이르는 복합유적으로 이 지역의 고대인들의 생활상을 연구하는데 중요한 자료이다.
발굴된 청동기시대 유구는 집자리가 대표적인데, 모두 네모꼴의 움집[竪穴住居] 구조이다. 집자리에서는 배수시설, 기둥자리, 화덕자리 등이 확인되었는데, 특히 배수시설은 울산지역 청동기시대 집터의 중요한 특징 중에 하나이다. 기둥자리는 집의 규모에 따라 4개~8개가 확인되는데, 대부분 4개~6개의 기둥자리를 갖고 있다. 화덕은 집터 바닥에서 확인되는데, 음식을 조리하거나, 난방의 기능을 하였다.
삼국시대 유구는 무덤, 구덩이, 숯가마 등 다양하다. 특히 숯가마는 이 일대에 가장 많이 분포하는데, 이곳에서 숯을 제작해 경주에 보급하였을 것으로 추정된다. 숯가마는 불구덩이 앞의 전면작업장, 불을 피우는 연소부, 숯을 적재해 굽는 소성부, 연기가 배출되는 연도부, 측면 구멍인 측구, 측면작업장 등으로 이루어졌다. 고대의 숯은 대부분 제철작업에 연료로 사용되는데, 인근에 달천철장이 위치하는 것을 볼 때, 이 일대에서 활발한 제철활동이 있었던 것을 짐작할 수 있다.

## 같이 보기
- 달천철장 - 울산광역시 기념물 제40호

## 참고 자료
- 울산매곡동생활유적 - 국가유산청 국가유산포털
- 매곡동 생활유적 - 울산 북구청